# نبرد طرابلس (۱۳۶۷)
نبرد طرابلس (انگلیسی: Battle of Tripoli)، نبردی در سال ۱۳۶۷ میان نیروهای صلیبی قبرس با متحدانش علیه نیروهای مملوکی در طرابلس بود. نیروهای صلیبی در گام نخست موفق به ورود به شهر و غارت آن شدند اما با ضدحمله نیروهای مملوکی، صلیبیون عقب نشستند تا ممالیک پیروز این جنگ شوند.